# Fórmula mágica
En la política suiza, la fórmula mágica (en alemán: Zauberformel, en francés: formule magique, en italiano: formula mágica) es una fórmula para repartir los siete asientos ejecutivos del Consejo Federal entre los cuatro principales partidos gobernantes. La fórmula fue aplicada por primera vez en 1959, dándole dos asientos al Partido Radical Democrático (PRD), al Partido Demócrata Cristiano (Suiza) (PDC) y al Partido Socialista Suizo (PSS), y un asiento al Partido Popular Suizo (PPS), también conocido como la Unión Democrática del Centro (UDC). Después de las elecciones generales de 2003, la fórmula fue modificada, dándole dos asientos a la UDC a expensas del PDC.
La fórmula no es una ley oficial, sino un acuerdo entre los miembros de la coalición de cuatro partidos. También respeta el equilibrio lingüístico nacional y atribuye de manera tácita cuatro asientos a los germano-parlantes y tres asientos a los latinos. Hay una gran aceptación de este modelo ya que lleva funcionando satisfactoriamente desde mitades del siglo pasado aunque también existen sus críticos ya que desincentiva la participación electoral.
- Datos: Q148417